# Де Вренг, Франс
Франсискюс (Франс) де Вренг (нидерл. Franciscus de Vreng, 11 апреля 1898 — 13 марта 1974) — нидерландский велогонщик, призёр Олимпийских игр.

## Биография
Родился в 1898 году в Амстердаме. В 1920 году на Олимпийских играх в Антверпене завоевал бронзовую медаль в тандеме (вместе с Петрюсом Икеларом). С 1922 года перешёл в профессионалы.